# مسلسل فندق عشرة نجوم
مسلسل فندق عشرة نجوم هو مسلسل تلفزيوني رمضاني كوميدي اجتماعي سعودي. أول مسلسل محافظ واسلامي يعرض على قناة بداية بدأ عرضه في سنة 2015 . في برنامج مكة تجمعنا حيث تبدأ الحلقة بمشكلة ويتم حلها في أخرها وتبلغ مدة الحلقة الواحدة 30 دقيقة. وهو من إخراج بندر باجبع.
بطولة العديد من الممثلين السعوديين .

## تمثيل
- بندر باجبع
- بدر المطرفي
- إبراهيم عبدالله
- باسم فلانة
- سالم شحبل
- محمد راجح
- يوسف باسلوم
- سعيد باعشن
- ماجد الكعبي
- حمود الناصر
- عبدالعزيز الوابري
- أ/صالح الخلاقي
- ياسر سنان
- أسامة فقية
- إبراهيم زبيب
- علاء شخص
- حسن العثمان
- مروان الحطامي
- رائد عامر
- سلطان أبو ربعة
- عبدالرحمن الزهراني
- جابر السيف
- عصام علي عمر
- فتح الرحمن
- أحمد الزهراني
- سلمان الزهراني
- فواز القرشي
- معتز ملاه
- براء فلاته
- حسن علي
- ناصر المطرفي
- أحمد الحربي
- سلمان العتيبي
- خالد علي عبدالعزيز
- محمد يوسف

## الروابط الخارجية
- موقع قناة بداية
- تغريدة الاستاذ بندر باجبع